# Băile Rudas

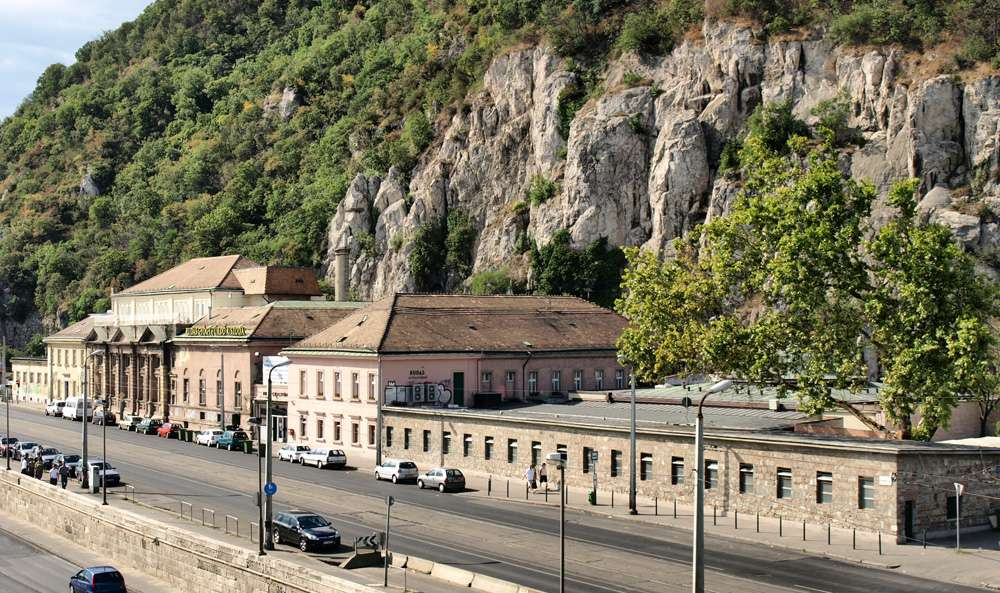
Băile Rudas

Băile Rudas este un complex balnear medical din Budapesta, situat în sectorul I al Budapestei, la poalele dealului Gellért. Se află amplasată între versantul dealului și faleza Dunării, în imediata vecinătate a Podului Elisabeta în piața Döbrentei nr. 9. Este una din cele mai vechi băi termale din Budapesta, fiind construită inițial în 1556 de către turcii otomani, după ocuparea Budei. Actualul complex balnear este rezultatul unor reconstrucții și adăugiri făcute în secolele trecute. Partea centrală a complexului o constituie vechile băi turcești, monument istoric reprezentativ al arhitecturii otomane din Ungaria.

## Galerie de imagini

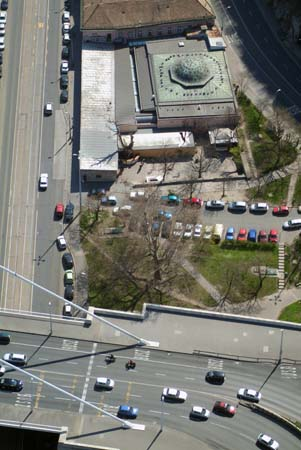
Fotografii aeriene
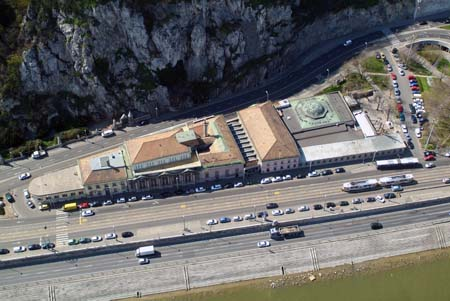
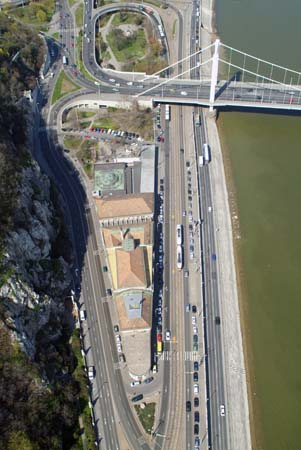